# Taenaris westwoodi
Taenaris westwoodi är en fjärilsart som beskrevs av Otto Staudinger 1893. Taenaris westwoodi ingår i släktet Taenaris och familjen praktfjärilar. Inga underarter finns listade i Catalogue of Life.